# Ліпова
Ліпова (рум. Lipova) — місто у повіті Арад в Румунії. Адміністративно місту підпорядковані такі села (дані про населення за 2002 рік):
- Радна (2287 осіб)
- Шоймош (1029 осіб)

Місто розташоване на відстані 390 км на північний захід від Бухареста, 30 км на схід від Арада, 51 км на північний схід від Тімішоари.

## Населення
За даними перепису населення 2002 року у місті проживали 11 236 осіб.
Національний склад населення міста:
| Національність            | Кількість осіб | Відсоток |
| ------------------------- | -------------- | -------- |
| румуни                    | 10349          | 92,1%    |
| угорці                    | 491            | 4,4%     |
| німці                     | 214            | 1,9%     |
| цигани                    | 113            | 1,0%     |
| словаки                   | 18             | 0,2%     |
| українці                  | 16             | 0,1%     |
| болгари                   | 10             | 0,1%     |
| серби                     | 7              | 0,1%     |
| хорвати                   | 5              | < 0,1%   |
| чехи                      | 3              | < 0,1%   |
| італійці                  | 2              | < 0,1%   |
| турки                     | 1              | < 0,1%   |
| євреї                     | 1              | < 0,1%   |
| не вказали національність | 6              | 0,1%     |

Рідною мовою назвали:
| Мова                  | Кількість осіб | Відсоток |
| --------------------- | -------------- | -------- |
| румунська             | 10489          | 93,4%    |
| угорська              | 421            | 3,7%     |
| німецька              | 187            | 1,7%     |
| циганська             | 93             | 0,8%     |
| словацька             | 16             | 0,1%     |
| українська            | 8              | 0,1%     |
| сербська              | 4              | < 0,1%   |
| болгарська            | 4              | < 0,1%   |
| чеська                | 3              | < 0,1%   |
| російська             | 2              | < 0,1%   |
| італійська            | 2              | < 0,1%   |
| турецька              | 1              | < 0,1%   |
| не вказали рідну мову | 6              | 0,1%     |

Склад населення міста за віросповіданням:
| Релігія                             | Кількість осіб | Відсоток |
| ----------------------------------- | -------------- | -------- |
| православні                         | 8767           | 78,0%    |
| п'ятдесятники                       | 1016           | 9,0%     |
| римо-католики                       | 915            | 8,1%     |
| баптисти                            | 289            | 2,6%     |
| реформати                           | 69             | 0,6%     |
| греко-католики                      | 39             | 0,3%     |
| адвентисти                          | 38             | 0,3%     |
| бретрени                            | 7              | 0,1%     |
| лютерани                            | 5              | < 0,1%   |
| не релігійні                        | 5              | < 0,1%   |
| атеїсти                             | 4              | < 0,1%   |
| лютерани (Аугсбурзького сповідання) | 2              | < 0,1%   |
| мусульмани                          | 1              | < 0,1%   |
| унітарії                            | 1              | < 0,1%   |
| юдеї                                | 1              | < 0,1%   |
| не вказали релігію                  | 23             | 0,2%     |

## Зовнішні посилання
- Дані про місто Ліпова на сайті Ghidul Primăriilor [Архівовано 17 січня 2013 у Wayback Machine.]